# Allikmaa
Koordinaten: 58° 58′ N, 23° 52′ O
Allikmaa (deutsch Allikülla) ist ein Dorf (estnisch küla) in der Landgemeinde Lääne-Nigula im Kreis Lääne in Estland. Bis 2013 gehörte es zur mittlerweile aufgelösten Landgemeinde Taebla.

## Einwohnerschaft und Lage
Der Ort hat 25 Einwohner (Stand 31. Dezember 2011). Seine Fläche beträgt 12,7 Quadratkilometer.
Allikmaa liegt achtzehn Kilometer nordöstlich der Landkreishauptstadt Haapsalu.